# سطام بن خالد بن ناصر آل سعود
سطام بن خالد بن ناصر آل سعود (بالإنجليزية: Sattam bin Khalid bin Nasser Al Saud)‏‏ (-) هو أمير سعودي من عائلة آل سعود وحفيد الأمير ناصر بن عبد العزيز آل سعود.
في عام 1998، قابل سطام، كانديس كوهين-أهنين الفرنسية اليهودية في لندن في نادي ليلي أثناء عطلتها في لندن عندما كان عمرها 18 عامًا. في نوفمبر 2001، ولدت ابنتهما آية.
استمرت العلاقة بين سطام وكوهين-أهنين، على الرغم من الاختلافات في الدين والجنسية حتى أعلن سطام في عام 2006 أنه ملزم بالزواج من ابنه عمه، بحث يمكن لكوهين أن تبقى كزوجة ثانية. ومع ذلك، رفضت كوهين أن تصبح زوجة ثانية، وبدأ الاثنان في الانفصال عن بعضهما البعض.
في سبتمبر 2008، قام الأمير سطام باختطاف آية عندما قامت هي ووالدتها بزيارة المملكة العربية السعودية. قالت كوهين إنها السلطات السعودية اتهمتها بأنها مسلمة تحولت إلى اليهودية، وهي جريمة يعاقب عليها بالإعدام في المملكة العربية السعودية، واحتُجزت في قصر الأمير. ومع ذلك، ذكرت أنها هربت عندما تركت الخادمة بابها مفتوحًا وهربت إلى السفارة الفرنسية، ثم عادت بعد ذلك إلى فرنسا. منذ ذلك الحين، كانت آية تعيش في قصر في الرياض، بينما حاولت وزارة الخارجية الفرنسية (وكذلك الرئيس الفرنسي السابق نيكولا ساركوزي) إعادة الطفلة إلى فرنسا. تتحدث آية من حين لآخر مع والدتها عبر الهاتف.
أنكر سطام أنه اختطف إما آيه أو والدتها، قائلًا إن كوهين كان يُسمح لها «بالمجيء والذهاب كما تشاء» وأنها اعتنقت الإسلام وأنه تزوجها بموجب الشريعة الإسلامية. وقال الأمير إن شروط الطلاق، التي وضعت في المحاكم في لبنان والسعودية، تتطلب من الوالدين تقاسم حضانة الطفل. قال سطام أيضًا إنه تم إنشاء بروتوكول يوفر لكوهين منزلًا (جميع نفقاته مدفوعة) والوصول إلى آيه، وإمكانية أخذها آية لمدة 1.5 شهرًا في السنة.
شاركت كوهين في محاولات دبلوماسية للحصول على حضانة آية، وكتبت كتابًا عن كفاحها، بعنوان «أعطني ابنتي»! ذكرت أنها شاهدت صور آية على فيسبوك في النقاب وتلعب بالأسلحة النارية مع الأمير، وأصبحت تشعر بالقلق إزاء ابنتها. توفيت كوهين في 16 أغسطس 2012 بعد سقوطها من نافذة في باريس. بعد صدور حكم المحكمة، كانت من المفترض مغادرة كوهين إلى الرياض في سبتمبر 2012 لزيارة آية.
في عام 2007، تزوج الأمير سطام من ابنة الأمير سلطان بن عبد العزيز آل سعود ولي العهد الأسبق.
في عام 2012، تزوج الأمير سطام من ابنة أمير منطقة جازان الأمير محمد بن ناصر بن عبد العزيز آل سعود في الرياض.